# Юнкерска родна стряха
„Юнкерска родна стряха“ е българско списание за военно възпитание, военна наука, техника, литература, спорт, музика и информация. Излиза в София, в периода от 1931 до 1948 година и се издава от Военното на Негово Величество училище.

## История
Списание „Юнкерска родна стряха“ е основано през 1930 г. със съдействието на тогавашния директор на училището полковник Михаил Йовов (по-късно генерал-майор), като в редакционната му колегия влизат юнкери и кадети от училището. Печата се в печатницата на Военното училище. Създадено е със задачата „да се упражняват възпитаниците в журналистическа дейност“. В него са поместени статии, разкази, стихове, съобщения из живота на училището, спорт, хумор и други.
В анотирания библиографски указател „Български периодичен печат, 1844 – 1944“ издаден в периода 1962 – 1969 г. в Народна Република България, изданието е определено като „националистическо и монархическо“.
От брой 3 от VII година списанието е с подзаглавие Списание за военно възпитание, военна наука, литература, спорт, музика и информация, а от брой 2 от XIII година с подзаглавие Списание на възпитаниците на военното на Н. В. училище. От 3-ти брой на XII година списанието носи името Родна стряха. Продължава да се издава до май 1948 година.
Освен в печатницата на Военното училище, то се печата и в печатницата на Военно-книгоиздателския фонд.
| Години  | Броеве           | Дати                               | Редактори |
| ------- | ---------------- | ---------------------------------- | --- |
| I       | 1                | 1 април 1931                       | |
| II – IV | Липсват сведения | Липсват сведения                   | Липсват сведения |
| V       | 1 – 4            | 1 декември 1934 – 31 декември 1935 | Редакционен комитет |
| VI      | 1 – 4            | март – декември 1936               | Редакционен комитет |
| VII     | 1 – 4            | март – декември 1937               | Редакционен комитет |
| VIII    | 1 – 3            | 1 декември 1934 – 31 декември 1935 | Редактор: Стоян Заимов; Редакционен комитет: Пенчо Пенчев, Ради Гинев, Петър Филков, Кръстю Чорбаджийски, Виниций Петров, Любомир Банковски, Иван Бановски, Юрдан Пеев, Стефан Бойдев, Емануил Маджаров; От брой 3 вместо Ради Гинев влизат Р. Димитров и Цветан Тутмаников |
| IX      | 1 – 6            | октомври 1938 – юни 1939           | Главен редактор: Кръстю Чорбаджийски; Редактор: Юрдан Пеев; Редакционен комитет: Цветан Тутмаников, Любомир Банковски, Димитър Янков, Виниций Петров, Константин Лумбарски, Кръстьо Драгулев, Стефан Бойдев, Людмил Славов, Петър А. Петров, Никола Лилов, Борислав Лингоров, Никифор Никифоров, Любомир Козаров, М. Михов |
| X       | 1 – 6            | февруари – юни 1940                | 1 и 2: Главен редактор: Юрдан Пеев; Редактор: Петър А. Петров; Редакционен комитет: Константин Лумбарски, Кръстьо Драгулев, Н. Боев, Стефан Бойдев], Людмил Славов, Ф. Ганчев, Никола Лилов, Борислав Лингоров, Никифор Никифоров, Любомир Козаров, Живко Т. Попов, Вертер Хлебаров, М. Михов от 3: в редакционния комитет влизат: В. Велчев, Евстати Антонов, П. Славчев, Радуш Кънчев, Б. Попов и Л. Абаджиев;                                                                                     |
| XI      | 1 – 4            | април 1941 – януари 1942           | Редактор: Петър А. Петров Редакционен комитет: Стефан Бойдев, Л. Славов, Ф. Ганчев, Никола Лилов, Борислав Лингоров, В. Велчев, Е. Антонов, Н. Никифоров, Любомир Козаров. П. Славчев, Радуш Кънчев, М. Михов, Живко Т. Попов, Вертер Хлебаров, Б. Попов, Е. Абаджиев; от 2: Главен редактор: Никола П. Лилов; Редактор: Никифор Никифоров; в редакционния комитет влизат: Емил Ганчев, Банко Банчев и Никола Стойчев                                                                                |
| XII     | 1 – 4            | март – декември 1942               | от 1 Редактор: Никифор Н. Никифоров, ном. ред. Живко Т. Попов; Редакционен комитет: Любомир П. Козаров, Петър С. Славчев, Радуш Д. Кънчев, Вертер Хлебаров, Борислав Ив. Попов, Михаил Н. Михов. Емил Ст. Абаджиев, Емил М. Ганчев, Иван М. Малчев, Любомир Ат. Банковски, Никола Я. Мизински, Христо Н. Йонков, Богдан Т. Цветанов, Банчо Р. Банов, Никола Б. Стойчев; от 3 в редакционния комитет влиза Петър Д. Германов; от 4 в редакционния комитет влизат Конст. Ст. Костов и Ив. К. Кожухаров |
| XIII    | 1 – 5            | 30 януари – октомври 1943          | От 2 Редактор: Живко Т. Попов; Редакционен комитет: Борислав Ив. Попов, Вертер Хлебаров (от ХІІІ 3 уредник); от ХІІІ 2 Редактор: Живко Т. Попов; Редакционен комитет: Борислав Ив. Попов, Вертер Хлебаров (от ХІІІ 3 уредник), Михаил Н. Михов, Стефан Гагов, Емил Ст. Абаджиев, Иван Чорбаджийски, Конст. Ст. Костов. Никола Я. Мизински, Христо Н. Йонков, Богд. Т. Цветанов, Банчо Р. Банов, Ив. К. Кожухаров, Никола Б. Стойчев, Георги Груев, Кузман Шишков, Щилиян Кунев                       |
| XIV     | 1                | март 1944                          | |